# БИ-4 (винтовка)

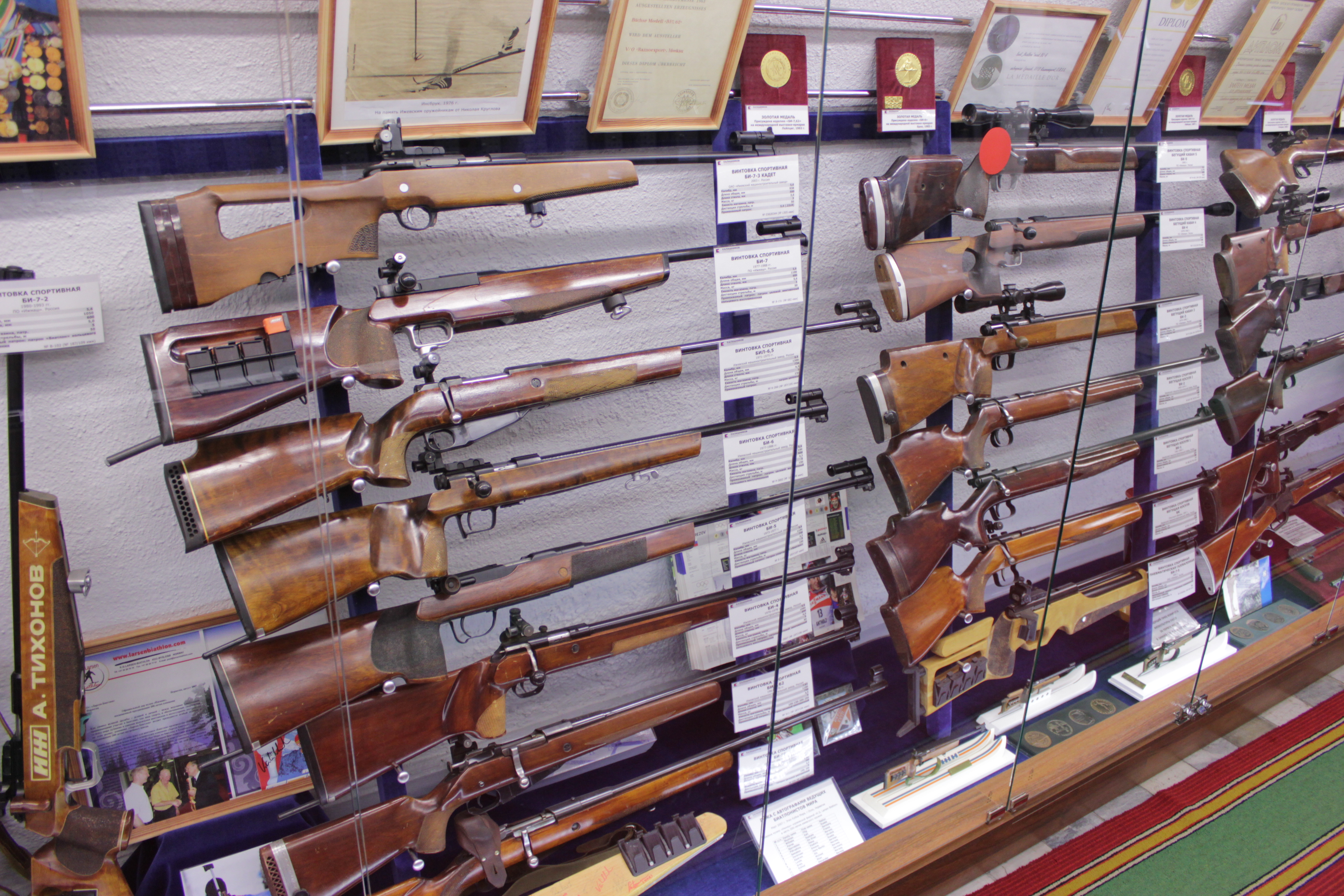
Винтовки серии БИ в музее Ижмаша

«Биатлон» БИ-4 — советская многозарядная винтовка калибра 5,6 мм созданная на Ижевском машиностроительном заводе на базе хорошо себя зарекомендовавшей модели СМ-2. Оружие разрабатывалось для соревнований по биатлону под целевые патроны кольцевого воспламенения. Предназначалась для мужчин-юниоров.

## Конструкция
Затворная группа почти не отличается от таковой на СМ-2. Магазин однорядный. Прицел диоптрический со сменными диоптрами. Ствол в дульной части оборудован защитным быстросъемным колпаком, предохраняющим канал ствола от попадания снега, а мушку — от ударов. Ложа единая, с рукояткой пистолетного типа и со специальной подвеской, благодаря которой винтовка располагается вертикально за спиной лыжника и не создает ему неудобств при беге.